# Paper Bag
"Paper Bag" é uma canção da cantora e compositora americana Fiona Apple, sendo lançada como terceiro single de seu segundo álbum de estúdio, When the Pawn... (1999). A canção ganhou uma nomeação no Grammy Award para Melhor Performance Vocal de Rock Feminina em 2001.

## Videoclipe
Paul Thomas Anderson dirigiu o vídeo, que apresenta uma paleta azul e vermelho. Anderson e Apple estavam namorando na época que foi gravado o vídeo.

## Uso na mídia
Paper Bag foi destaque nos filmes The Last Kiss (2006) e Bridesmaids (2011).